# Sergeant Bluff
Sergeant Bluff est une ville, du comté de Woodbury en Iowa, aux États-Unis. Elle est incorporée le 2 mai 1904.

## Source de la traduction
- (en) Cet article est partiellement ou en totalité issu de l’article de Wikipédia en anglais intitulé « Sergeant Bluff, Iowa » (voir la liste des auteurs).